# Johann Georg Schiebel
Johann Georg Schiebel, auch Johann George Schiebel, (* 18. Juni 1656 in Dresden; † 2. Mai 1684 in Radeburg) war deutscher Dichter, Philosoph und Theologe.

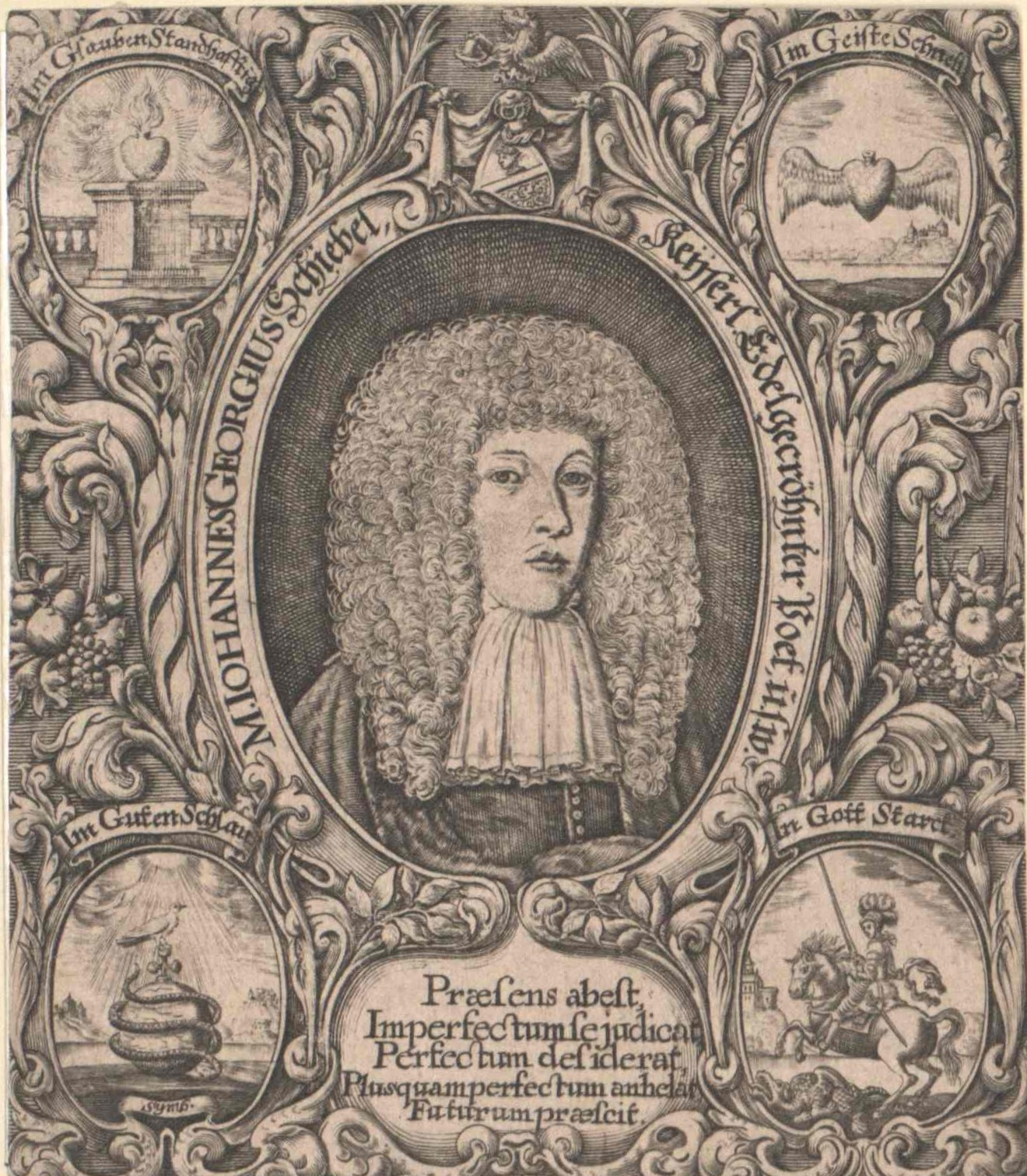

## Werdegang
Johann Georg Schiebel wurde 1656 als Sohn des kurfürstlichen Tafel- und Rüstkammer-Bediensteten Johann Schiebel und dessen Frau Margarete geborene Rübe geboren. Ab 1674 studierte Schiebel in Wittenberg Philosophie und Theologie. Durch seine hervorragenden Schriften und Disputationen erlangte er bereits im September 1675 den Titel eines Magisters. Am 24. Mai 1679 ernannte ihn Johann Friedrich Scharff zum kaiserlichen gekrönten Dichter.
Johann Georg Schiebel war nach seinem Studium Rektor und Kantor in Radeburg. Er heiratete am 19. Oktober 1679 Dorothea Bergen, Tochter des Dresdner Hof-Buchdruckers Melchior Bergen. Das Ehepaar hatte gemeinsam zwei Töchter, Rahel Judith und Charlotte Hedwig. Mit erst 28 Jahren starb Schiebel an einem Darmverschluss.

## Werke
- Amoenitates historicas
- Secretum Secretorum, omnes homines; quam primum pios afficiendi
- Confiderationem politicam de disciplina inventutis in deutscher Sprache
- Apollinis Nutz- und Ergötzungs-reicher Vorschlag / eine Neue Weldt ohne Schiff und Seegel ehestes zuerfinden; 1678[4]
- Enochs göttliches Leben; 1679
- Der entlarvete Bischoff; 1679
- Theologisch Bedenken von der Pest in einem Sendschreiben an einen guten Freund eröffnet; 1680
- Emblematischer Schau-Saal; Nürnberg, 1684
- Der allgemeine und ungemeine Selbst-Betrug 1681
- Die Curieusesten Wunder-Wercke der Natur. (Leipzig und Radeburg) 1681 u. 1685
- Neuerbauetes erbauliches Historisches Lust-Hauss; Band 1 u. 2 1686
- Andächtige Wittbe; Wittenberg, 1694
- Andächtige Jungfer; Wittenberg, 1694
- Ermunterung zur Frömmigkeit; Dresden, 1732
- Unerkannte Sünden der Poeten; Leipzig, 1734
- Historischer Schauplatz
- Tonum consonum, nach seinen Wirckungen beschrieben
- Gebet Buch, nebst unterschiedenen Liedern, welche er selbst verfertigt.
- Laute Sprache der stummen Kreaturen, sonderlich wider die heutigen Epicurer
- Chronicon manuscriptum von Radeburg[5][6][7]